# Девід Стар Джордан
Девід Стар Джордан (англ. David Starr Jordan; 19 січня 1851 — 19 вересня 1931) — американський іхтіолог, зоолог і пацифіст. Був президентом двох університетів — Індіанського і Стенфордського.

## Біографія
Джордан народився в Гейнсвіллі на півночі штату Нью-Йорк. В юності цікавився ботанікою і систематикою рослин. 1869 року вступив до Корнелльського університету і 1872 року здобув ступінь магістра. Викладав і займався наукою в різних вищих навчальних закладах Середнього Заходу США.
У 1874 році Джордан відвідав лабораторію Комітету рибного господарства США, де потрапив під вплив іхтіолога Спенсера Фуллертона Бейрда. До середини 1880-х років Джордан, за фінансової підтримки Бейрда, щорічно влаштовував іхтіологічні експедиції, спочатку по Індіані і Вісконсину, а після 1876 року переважно по півдню США, риби якого в той час були мало відомі; зібрані зразки відправляли до Смітсонівського інституту, главою якого був Бейрд.
У 1876 році, бувши професором Батлерівського університету, опублікував одну зі своїх основних робіт — «Довідник з хребетних півночі Сполучених Штатів, включаючи територію на схід від річки Міссісіпі і на північ від Північної Кароліни і Теннессі, і не включаючи морські види» (англ. A Manual of Vertebrates of the Northern United States Including the District East of the Mississippi River and North of North Carolina and Tennessee, Exclusive of Marine Species)
У 1878 році став доктором філософії. 1879 року отримав посаду професора зоології в Індіанському університеті. 1880 року в зв'язку з перевіркою рибних господарств країни, організованою Бейрдом, Джордан організував експедицію для вивчення риб усього тихоокеанського узбережжя США. 1884 року йому запропоновано стати президентом Індіанського університету. Хоча Джордан продовжував займатися наукою, він був ефективним адміністратором і поліпшив фінансове становище університету.
У 1891 році Джордану було запропоновано стати першим президентом Стенфордського університету . Він погодився; разом з ним, до Каліфорнії переїхали багато професорів і студентів Індіанського університету. Джордан був президентом до 1913 року і канцлером (номінальним главою університету) до 1916 року.
У 1896—1900 роках разом з Бартоном Еверманном опублікував класичний чотиритомний довідник «Риби Північної і Середньої Америки» (Fishes of North and Middle America).
У XX столітті зайнявся публіцистикою; дотримувався пацифістських поглядів, опублікував низку робіт з євгеніки. Вважав війну протиприродною діяльністю, яка знищує найсильніших людей.
Девід Стар Джордан помер у Пало-Алто в 1931 році у віці 80 років.

## Вшанування
У 1986 році на його честь засновано Джорданівську премію (англ. David Starr Jordan Prize — міжнародну премію, яка вручається приблизно раз в три роки молодому вченому за інноваційний внесок в галузі еволюції, екології, популяційної біології чи біології організмів.
На честь Девіда Джордана названі таксони:
- три роди риб
  - Jordania Starks, 1895
  - Davidijordania Popov, 1931
  - Jordanella Goode & Bean, 1879

- види риб:
  - Agonomalus jordani Jordan & Starks, 1904.
  - Agonomalus jordani Schmidt, 1904.
  - Allocareproctus jordani (Burke, 1930).
  - Astyanax jordani (Hubbs & Innes, 1936).
  - Caelorinchus jordani Smith & Pope, 1906.
  - Caulophryne jordani Goode & Bean, 1896.
  - Chimaera jordani Tanaka, 1905.
  - Chirostoma jordani Woolman, 1894.
  - Choerodon jordani (Snyder, 1908).
  - Cirrhilabrus jordani Snyder, 1904.
  - Cyclopteropsis jordani Soldatov, 1929.
  - Diplacanthopoma jordani Garman, 1899.
  - Dusisiren jordani  (Kellogg, 1925).
  - Enneanectes jordani (Evermann & Marsh, 1899).
  - Eopsetta jordani (Lockington, 1879).
  - Etheostoma jordani Gilbert, 1891.
  - Gadella jordani (Böhlke & Mead, 1951).
  - Hemilepidotus jordani Bean, 1881.
  - Lampanyctus jordani Gilbert, 1913.
  - Legionella jordanis[12]
  - Lutjanus jordani (Gilbert, 1898).
  - Lycenchelys jordani (Evermann & Goldsborough, 1907).
  - Malthopsis jordani Gilbert, 1905.
  - Mycteroperca jordani (Jenkins & Evermann, 1889).
  - Neosalanx jordani Wakiya & Takahashi, 1937.
  - Patagonotothen jordani (Thompson, 1916).
  - Ptychidio jordani Myers, 1930.
  - Ronquilus jordani (Gilbert, 1889).
  - Sebastes jordani (Gilbert, 1896).
  - Teixeirichthys jordani (Rutter, 1897).
  - Triglops jordani (Schmidt, 1903).